# Platanthera nivea
Platanthéra nívea — вид однодольных цветковых растений, входящий в род Любка (Platanthera) семейства Орхидные (Orchidaceae). Типовой вид иногда выделяемого рода Gymnadeniopsis.
Распространена на юго-востоке Северной Америки.

## Ботаническое описание
Многолетнее травянистое растение, иногда достигающее 90 см в высоту. Корни немногочисленные, волокнистые, с эллиптическими деревянистыми тубероидами. Стебель полый, зелёный, голый. Листья в числе 2—3, до 30 см длиной и около 8 мм шириной, линейно-ланцетной или ланцетовидной формы, верхние редуцированы до узких заострённых прицветников.
Соцветие — густой колос 2—15 см длиной. Цветки чисто-белые, приметные, декоративные. Боковые чашелистики расходящиеся. Лепестки линейно-продолговатой или эллиптической формы, с цельными краями. Губа изогнутая в средней части, узкоэллиптическая до узко-продолговатой, шпорец цилиндрический.

## Таксономия и систематика
Впервые вид был описан в книге The genera of North American plants английского ботаника и путешественника Томаса Наттолла, опубликованной в июле 1818 года. В род Любка переведён Карлайлом Луэром в 1972 году. Тип собран «между реками Сент-Мэрис и Сатилла в Западной Флориде».
Видовой эпитет nivea означает «снежная».

### Синонимы
- Gymnadenia conica Lindl., 1835
- Gymnadenia nivea (Nutt.) Lindl., 1835
- Gymnadeniopsis nivea (Nutt.) Rydb., 1901
- Habenaria nivea (Nutt.) Spreng., 1826
- Orchis nivea Nutt., 1818basionym
- Peristylus niveus (Nutt.) Kraenzl., 1898

## Распространение
Platanthera nivea распространена на юго-востоке Северной Америки, произрастает на влажных песчаных равнинах, поросших соснами, на лугах, болотах. На запад ареал заходит в Техас, Арканзас (по-видимому, там больше не встречается) и Луизиану, на север — в Нью-Джерси (округ Кейп-Мэй), Делавэр (округ Кент, где вид, вероятно, исчез) и Мэриленд.